# Tsitsutl Peak
Der Tsitsutl Peak ist ein 2495 m hoher Berg in der kanadischen Provinz British Columbia. Er ist der höchste vulkanische Gipfel in der Rainbow Range und liegt im Tweedsmuir Provincial Park, 43 km nordwestlich des Anahim Lake und 44 km nordöstlich des Thunder Mountain.

## Etymologie
Tsitsutl bedeutet in der Sprache der lokalen Indigenen „bunte Berge“ und bezieht sich insgesamt auf die Rainbow Range.